# یواس‌اس فوگ (دی‌ئی-۵۷)
یواس‌اس فوگ (دی‌ئی-۵۷) (به انگلیسی: USS Fogg (DE-57)) یک کشتی بود که طول آن ۳۰۶ فوت (۹۳ متر) بود. این کشتی در سال ۱۹۴۳ ساخته شد.